# Black Star (hiphopgrupp)
Black Star är en amerikansk hiphopduo från Brooklyn, New York City bestående av rapparna Mos Def (numera Yasiin Bey) och Talib Kweli. Debutalbumet Mos Def & Talib Kweli Are Black Star släpptes 16 augusti 1998.

## Diskografi
Studioalbum
- 1998 – Mos Def & Talib Kweli Are Black Star

Singlar
- 1998 - Definition
- 1998: - RE: DEFinition (promo)[2]
- 1999 - Respiration (med Common)
- 1999 - Another World' (Remix)
- 2005 - Ah Ha / Bright as the Stars - (Mos Def / Black Star)
- 2006 - Born & Raised / Boom - (Black Star / The Roots)
- 2011 - Fix Up
- 2001 - You Already Knew

Annat
- Låten Little Brother med Black Star ingår i soundtracket till filmen The Hurricane från 1999.
- Money Jungle, en låt på albumet Red Hot + Indigo (till fördel för Red Hot Organization) är ett samarbete mellan Black Star, Ron Carter och John Patton.
- Låten Brown Sugar (Raw) finns på soundtracket till filmen Brown Sugar från 2002.